# Кузнєцов Сергій Борисович
Сергій Борисович Кузнєцов (6 січня 1964 року, Мєдногорськ, Оренбурзька область, Російська РФСР, СРСР — 7 листопада 2022, Оренбург) — радянський і російський композитор, поет, автор пісень. Засновник груп: «Ласкавий травень» (1986), «Мама» (1989), «Чорнило для п'ятого класу» (1992), «Чорнильне небо» (2000), «Скловата» (2001), «Нові форми» (2004), «Веселка вночі» (2006), «ALIS» (2001), «Ангел і кіт» (2007), «Льоха» (2009), «Spice Boys» (2011). Автор хітів: Белые розы, Розовый вечер, Седая ночь, Маскарад, Старый лес, Лето, Тающий снег, Медленно уходит осень (А я так жду), Вечер холодной зимы, Глупые снежинки, Бездомный пёс, Дрянь, Падла, Я тебе объявляю войну, Зажгите свечи, Кончено всё, Метель в чужом городе, Утренний снег, Не обижайся, Новый год, Ну, что же ты, Осенний парк (Месяц осени), Рано ушедшая осень, Стекловата, Ради тебя, Друг (Ты просто был), Не бойся, Золотой укол, Я откровенен лишь с луною, Я так жду, Пусть будет ночь, Мне больше не нужно, Месяц июль, Взрослые та інших.

## Біографія
Сергій Борисович Кузнєцов народився 6 січня 1964 року у місті Мєдногорську Оренбурзької області. Ріс без батька, мати Валентина Олексіївна Кузнєцова була директором Оренбурзького будинку відпочинку в Мєдногорську, вони жили в гуртожитку на території будинку відпочинку. Коли Сергію було 8 років, мати купила піаніно, але воно його не зацікавило, і через рік піаніно продали.
У 12-річному віці знайшов детонатор і після вибуху переніс клінічну смерть, цілий рік провів у лікарні із забинтованими очима, переніс кілька операцій і тоді ж захопився музикою гурту Space.
У 13-річному віці працював кіномеханіком у будинку відпочинку. Саме в кінозалі він серйозно став займатися музикою, там було піаніно і він навчався грати пісні улюбленої групи. Потім почав складати свої мелодії.

### Освіта
У 16-річному віці намагався вступити до музичного училища, але його не прийняли, бо він не знав нотної грамоти, хоча на слух він вже тоді міг підібрати будь-яку мелодію.
Через рік закінчив музичну школу екстерном (п'ятирічний курс за один рік).
У 17-річному віці вступив до музичного училища на диригентсько-хорове відділення, просив перевести його на теоретичне відділення, але йому відмовили. Провчившись сім місяців, він покинув навчання.

### Армія
Служив в Саратовської області у військах хімзахисту, грав і співав в армійській групі «Контакт 730» (склад: Лобанов, Горячев, Бардигін та Кузнєцов), були написані і виконані пісні «Маскарад», «Вечер холодной зимы», «Встречи», «Старый лес», запис не зберігся.

### «Ласковый май»
Після армії вів музичний гурток у школі-інтернаті № 2 м. Оренбурга. В цей час директором школи-інтернату № 2 була призначена директор Акбулацького дитячого будинку Валентина Миколаївна Тазекенова. Переїхавши на нове місце роботи, вона привела з собою кілька своїх вихованців, серед яких був В'ячеслав Пономарьов, якому вже виповнилося 18 років.
Сергій Кузнєцов разом з В'ячеславом Пономарьовим вирішили створити підліткову музичну групу і довго шукали соліста, якому мало б бути, за задумом Сергія, від 12 до 13 років. Слава Пономарьов запропонував зробити вокалістом Юру Шатунова, хлопця з музичним слухом, який на той час був вихованцем Акбулацького дитячого будинку, і вони вночі поїхали за Юрою. Юра добре співав, і Сергій вирішив зробити з нього зірку. Юру ображали на новому місці, і він втік до тітки, Кузнєцов пообіцяв захист, і Юра повернувся.
28 грудня 1986 року відбувся перший виступ гурту «Ласковый май», з'явилися перші пісні, які пізніше стали хітами.
Навесні 1987 року на фестивалі творчості дитячих будинків група виступила з піснею «Тающий снег». Журі, що складається з радянських чиновників, не сподобалося, що підліток співає пісню про кохання, і Кузнєцов позбувся роботи. Працював у Будинку культури «Орбіта» до осені 1987 року, потім його запросили повернутися до школи-інтернату для проведення дискотек. На новорічні свята Кузнєцов записав музичну фонограму («мінусовку»), і з нею група стала звучати набагато краще. Потім завдяки Наталії Володимирівні Труниловій відбувся перший запис у Будинку творчості, яка була готова 18 лютого 1988 року. Кілька касет Кузнєцов дав на реалізацію продавцю Віктору Бахтіну, який працював біля залізничного вокзалу. Завдяки цьому касети потрапили в інші міста, і країна почула «Белые розы».
В інтернаті сталася крадіжка музичних інструментів, в цьому звинуватили Кузнєцова і заборонили йому бувати в інтернаті і бачитися з Шатуновим. Тоді ж з Кузнєцовим познайомився Костянтин Пахомов, який намагався бути співаком.
Після кількох концертів з Москви приїхав Андрій Разін і запросив хлопців до Москви, де під фонограму Шатунова в парку Горького вже працював фальшивий «Ласковый май». У 1988 році по країні їздило кілька фальшивих груп. І тому Кузнєцов наполіг на тому, що повинен виступати справжній Шатунов.
7 березня 1989 року Сергій Кузнєцов покинув «Ласковый май», за його власними словами, через моральну обстановку в колективі. Незабаром почалася суперечка з продюсером групи А. Разіним, який не припиняється досі, про майнові права на пісні, написані С. Кузнєцовим для «ласкавого травня».

### Після Ласкового мая

#### «Мама»
Разом з Сергієм Кузнєцовим з «Ласкового мая» пішли Слава Пономарьов, Олександр Пріко, барабанщик Ігор Ігошин. Сергій створив з ними нову групу і покликав солістом Юрія Шатунова, але той залишився з Разіним до 1991 року, а в групу Кузнєцова пізніше прийшов барабанщик Сергій Сєрков.
У 1991 році Кузнєцов написав повість «Ти просто був», де описав свою біографію, історію групи «Ласковый май» і групи «Мама», а також згадав, що своєю головною помилкою вважає відхід зі створеної ним групи «Ласковый май».
Група «Мама» записала три магнітофонних альбоми, але частина пісень гурту були вкрадені Андрієм Разіним для групи «Ласковый май», їх співав Юрій Шатунов: «Взрослые», «Розовый вечер», «Месяц Июль», «Ты просто был», «Кончено всё», «Бездомный пёс», «Медленно уходит осень» та ін.
Група «Мама» існувала в один час з популярним «Ласковым маем», до того ж Разін вкрав пісні групи, Кузнєцов тоді ще не судився з Разіним як автор пісень, він був задоволений, що його пісні стали відомі і популярні, його група активно гастролювала по СРСР, проіснувала до 1992 року, в цей час припинив своє існування «Ласковый май».

#### Чорнило для п'ятого класу
У 1992 році створив групу «Чорнило для п'ятого класу», солісти ігор Веряскін і Юрій Прибилов, група проіснувала до 2003 року. Для цієї групи були написані пісні: Дрянь, Падла, Я тебе объявляю войну, які стали популярні у виконанні групи «Комиссар».

#### 2000-ті
У 1999 році створив групу «Скловата» — солісти Денис Бєлікін та Артур Єремєєв, група прославилися в Інтернеті кліпом на пісню «Новый год».
2000 рік — створив групу «Чорнильне небо», солісти Олександр Гуляєв та Сергій Дядюн.
2001 рік — проект «ALIS», солістка Олена Дроздова.
2002 рік — група «Нові форми», соліст Влад Іволгін.
2006 рік — «Веселка вночі», соліст Євген Коннов.
2007 рік — «Ангел і кіт», соліст Юрій Плотніков, бек-вокал Євген Катасонов.
2009 рік — «Льоха», солістка Олена Савельєва.

#### 2010-ті
У 2011 році створив групу «Spice Boys» — солісти Артем Новіков і Сергій Лелеко.

### Фільм «Ласковий травень»

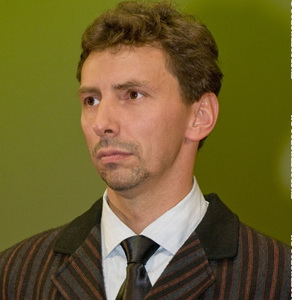
Максим Литовченко (актор зіграв Сергія Кузнєцова) на прем'єрі фільму «Ласкавий травень» у жовтні 2009 року

У 2009 році був знятий фільм «Ласкавий травень», що оповідає про становлення групи, у фільмі показана версія подій, розказана Андрієм Разіним у своїх книгах про групу, версія подій Сергія Кузнєцова з документальної повісті «Ти просто був» не враховувалася. Фільм не сподобався багатьом колишнім учасникам групи, в тому числі і Сергію Кузнєцову.
Роль Сергія Кузнєцова (у титрах — кіномеханік) виконав актор Максим Литовченко.

### Хвороба
У 2016 році зі ЗМІ стало відомо, що у Сергія Кузнєцова виявили цироз печінки .
У 2019 році Кузнєцов в інтерв'ю сказав, що отримує авторські відрахування за свої пісні в розмірі близько 2 000 рублів і пенсію по інвалідності у розмірі 8 000 рублів. Помер 7 листопада 2022 року у віці 58 років у себе вдома в Оренбурзі, від тромбу, що відірвався. 13 листопада у похоронному залі в Оренбурзі відбулася церемонія прощання із Сергієм Кузнєцовим. Попрощатися з музикантом прийшли сотні шанувальників «Ласкового травня». Поховали Сергія Борисовича на почесному кварталі комплексу «Степовий-1» в Оренбурзі.

### Співпраця з Шатуновим після Ласкового мая
Шатунов їздив в Оренбург до Кузнєцова за новими піснями в 1994 і 1995 році.
У вересні 1994 року відбулася презентація нового альбому Шатунова «Ты помнишь». Більше половини пісень написані Сергієм Кузнєцовим.
У серпні 2015 року на офіційному сайті артиста з'явилася пісня «Звезда», автор Сергій Кузнєцов.

## Особисте життя
- Дружина — Олена Олександрівна Савельєва — співачка.

## Музичні проекти
| Назва                       | Рік заснування | Основні солісти                           |
| --------------------------- | -------------- | ----------------------------------------- |
| «Ласковый май»              | 1986           | Юрій Шатунов, Костянтин Пахомов           |
| «Мама»                      | 1989           | Олександр Прико                           |
| «Чорнило для п'ятого класу» | 1992           | Ігор Веряскін та Юрій Прибилов            |
| «Чорнильне небо»            | 2000           | Олександр Гуляєв та Сергій Дядюн          |
| «Скловата»                  | 2001           | Денис Бєлікін і Артур Єремєєв             |
| «Нові форми»                | 2004           | Влад Іволгін                              |
| «Веселка вночі»             | 2006           | Євген Коннов                              |
| «ALIS»                      | 2001           | Олена Дроздова                            |
| «Ангел і кіт»               | 2007           | Юрій Плотніков, бек-вокал-Євген Катасонов |
| «Льоха»                     | 2009           | Олена Савельєва                           |
| «Spice Boys»                | 2011           | Артем Новіков та Сергій Лелеко            |

## Творчість

### Пісня
- Белые розы
- Розовый вечер
- Седая ночь
- Маскарад
- Старый лес
- Лето
- Тающий снег
- Медленно уходит осень (А я так жду)
- Вечер холодной зимы
- Глупые снежинки
- Бездомный пёс
- Дрянь, Падла, Я тебе объявляю войну (популярні у виконанні групи «Комиссар», але спочатку написані для групи «Чорнило для п'ятого класу»)
- Зажгите свечи
- Кончено всё
- Метель в чужом городе
- Утренний снег
- Не обижайся
- Новый год Відео на YouTube
- Ну, что же ты
- Осенний парк (Месяц осени)
- Рано ушедшая осень
- Стекловата
- Ради тебя
- Друг (Ты просто был)
- Не бойся
- Золотой укол
- Я откровенен
- Я так жду
- Пусть будет ночь
- Мне больше не нужно
- Месяц июль
- Взрослые

та інші

#### Інші пісні
Автор текстів трьох пісень Роми Жукова (і групи «Маршал»): «Первый снег» (співавторство тексту), «Пыль мечты», «Хрустальный снег».
Автор пісні Світлани Разіної «Зима».
Автор чотирьох пісень Оксани Хвальової — «Март», «Прощай», «Пусть-пусть», «Старый сад».
Автор пісні Каті MAY «Золотые снежинки»

### Інструментальні твори
- Інструментал (трек № 7 з альбому «Побег» групи «Чорнило для п'ятого класу»)
- Проект інструментальної музики «П'ятий вимір»

### Інші виконавці
- Група «Band Odessa» — Падла; Milen (В'ячеслав Козлов) — Белые розы, Лето;
- Аркадіас (Аркадій Мотов) — Вечер холодной зимы, Девчонка-недотрога (Сто летних дней), День рождения, Метель в чужом городе, Мой розовый вечер (Этот вечер), Ну что же ты, Плачьте белые розы (Под ливнем листья), Пожелаем в Рождество (Падает снег), Последний снег (Мой снег), Седая ночь, Холодный берег, Что же ты лето, Я расскажу тебе (Я и осень);
- DJ Ілля (Ілля Маматов) — Я люблю; группа «Комиссар» — Вкус цвета огня, Волчья кровь, Всё кончено всё, Дрянь, Забудь моё имя, Клофелин, Не обижайся, Падла, Первый полёт (Солнце), Что же ты лето, Я так устал, Я тебе объявляю войну;
- Михайло Шуфутинський і багато інших відомих виконавців — Белые розы;
- Нюша (Анна Шурочкіна) — Глупые снежинки, Седая Ночь, А я так жду;
- «Срібло» — Новый год;
- Катерина Лазарєва  — Новый год (з Олександром Гуляєвим і Сергієм Дядюном);
- Олена Гладишева — Белые розы, Что же ты лето, Последний снег, Седая ночь, Солнце, Утренний снег, Холодный берег;
- Жанна Гаміт — Новый год (з Ігорем Веряскіним);
- Тетяна Буланова — Цвета любви;
- гурт «Південна ніч» — Белые розы, Желаю счастья, Звезда, Мой старый лес, Осенний парк, Последний снег, Ты просто был, Холодный берег;
- Юлія Шатунова — Белые розы, Глупые снежинки, Пусть будет ночь, Седая Ночь;
- Юлія Шерементьева — Я люблю

## Книга
- 1991 — документальна повість «Ти просто був» (видавець: «Уральський слідопит» № 12, 22 стор.) [22]

## Критика
Андрій Разін: "Пити сурогатну горілку і закушувати тазепамом — такого жодна печінка не витримає. Ми могли б раніше прийти йому на допомогу. Але цьому перешкоджали нескінченні судові процеси, які Кузнєцов вів зі мною ще з початку 90-х. Він тоді продав мені права на свої пісні. А коли всі гроші пропив, став через суд вимагати визнання договору про продаж прав недійсним. Я намагався домовитися з ним по-доброму. Взяв його до себе на роботу. Платив зарплату. Але він сказав: «Мені мало тисячі доларів на місяць. Плати мені 200 мільйонів!». Почав шантажувати мене порнографічними знімками, в які було вмонтовано моє обличчя. Його заарештували і завели на нього кримінальну справу. Хотіли посадити до в'язниці. Але в підсумку визнали неосудним і відправили в психіатричну лікарню. Лише нещодавно ми з ним примирилися. Він програв мені всі суди і визнав, що судитися з Разіним — марна трата грошей.
— 

## Примітка
1. ↑  Моя История...
2. ↑  http://kuziaart.ru/official/istoria.html
3. ↑  Кузя отыграл свой последний концерт: в Оренбурге скончался автор хитов «Ласкового мая» — 2022.
4. ↑  Умер основатель группы "Ласковый май" Сергей Кузнецов — РИА Новости, 2022.
5. ↑  Валентина Алексеевна Кузнецова рассказывает всю правду про Разина и его банду. Архів оригіналу за 7 червня 2021. Процитовано 7 червня 2021.
6. ↑  Юрий Шатунов (ex Ласковый май) — Официальный сайт — Информация, статьи. Архів оригіналу за 7 червня 2021. Процитовано 7 червня 2021.
7. 1 2  rukuziaart.forum24.ru/
8. ↑  Юрий Шатунов (ex Ласковый май) — Официальный сайт — Информация, статьи. Архів оригіналу за 7 червня 2021. Процитовано 7 червня 2021.
9. ↑  Архивированная копия. Архів оригіналу за 2 травня 2010. Процитовано 11 березня 2011.
10. 1 2  Сергей Кузнецов участник группы Ласковый Май — биография. Архів оригіналу за 7 червня 2021. Процитовано 7 червня 2021.
11. 1 2 3 4  повесть «Ты просто был»
12. ↑  Не ласковый май. Архів оригіналу за 7 червня 2021. Процитовано 7 червня 2021.
13. ↑  Музыкальный портал «Государство ДЕТСТВО» — группа «Стекловата» (Денис Беликин, Артур Еремеев, Сергей Кузнецов)
14. ↑  Музыкальный портал «Государство ДЕТСТВО» — группа «Чернильное небо» (Александр Гуляев, Сергей Дядюн, Сергей Кузнецов)
15. ↑  Музыкальный портал «Государство ДЕТСТВО» — группа «Новые формы» (Влад Иволгин, проект проект Сергея Кузнецова)
16. ↑  У автора хитов «Ласкового мая» нашли смертельную болезнь | EG.RU. Архів оригіналу за 7 червня 2021. Процитовано 7 червня 2021.
17. ↑  Оренбургский основатель группы «Ласковый май» попал в больницу | Новости Оренбурга. Архів оригіналу за 7 червня 2021. Процитовано 7 червня 2021.
18. ↑  Гептрал при поражениях печени у больных в критическом состоянии | Медичний часопис. Архів оригіналу за 7 червня 2021. Процитовано 7 червня 2021.
19. ↑  Автор песни «Белые розы» Сергей Кузнецов: Живу на пенсию в 8 тысяч рублей
20. ↑  Юрий Шатунов и Сергей Кузнецов в Оренбурге 1995. Архів оригіналу за 7 червня 2021. Процитовано 7 червня 2021.
21. ↑  Юрий Шатунов и Сергей Кузнецов — Не обижайся 1994 год. Архів оригіналу за 7 червня 2021. Процитовано 7 червня 2021.
22. ↑  Сергей Кузнецов. «Ты просто был». Документальная повесть
23. ↑  У автора хитов «Ласкового мая» нашли смертельную болезнь